# Rage (группа)
Rage (с англ. — «гнев», «ярость») — метал-группа из Германии, основанная в 1983 году.

## История
Группа была основана в 1983 году под названием «Avenger», под которым выпустила свои первые два альбома. Музыканты вскоре вынуждены были сменить название, обнаружив, что оно совпадает с названием другой группы. Основателями группы являются Петер Вагнер (вокал, бас), Йохан Шредер (гитара), Йорг Михаэль (ударные) и Томас Грюнинг (гитара), которого вскоре сменил Руди Граф (экс-Warlock). В таком составе группа записала два альбома — Reign Of Fear (1986) и Execution Guaranteed (1987). В то время группа играла спид-метал и пауэр-метал со значительной долей трэш-метала.
В 1988 году группу покинули Граф и Михаэль, разочарованные неудачным турне по США. В группу приходят гитарист Манни Шмидт и барабанщик Крис Эфтимиадис. С выходом альбома Perfect Man (1988) группа начала набирать популярность, гастролируя с Saxon, Running Wild, U.D.O., Motörhead. Следующий альбом получил название Secrets In A Weird World (1989), который в целом продолжил стилистику предыдущей пластинки, но был более мрачный по звучанию. Записанный в 1990 году альбом Reflections Of A Shadow интересен тем, что группа пригласила гостевого клавишника Ули Кельнера, тем самым сделав уклон в более мелодичный материал. Наиболее удачными работами начала 1990-х были альбомы Trapped! (1992) и The Missing Link (1993). Группа посетила Японию, исполнив акустический сет из лучших песен. Популярность группы набирает обороты. В 1994 году выходит юбилейный альбом, состоящий из песен, которые не вошли в предыдущие пластинки. Он получил название 10 Years In Rage. В его записи приняли участие музыканты, прежде игравшие в Rage. В середине 1990-х группа в очередной раз сменила состав и музыкальный стиль, экспериментируя с трэш-металом. В этот период в состав группы входили: Вагнер, гитаристы Спирос Эфтимиадис и Свен Фишер, ударник Крис Эфтимиадис. Альбомы Black In Mind (1995) и End Of All Days (1996) стали классическим наследием группы и наиболее любимы поклонниками. В 1996 начаты эксперименты с оркестром, что в 1998 году привело к записи новаторского альбома XIII, все песни которого сочинялись при непосредственном участии музыкантов Пражского симфонического оркестра.
В 1999 году группа полностью распалась после постепенного ухода из неё почти всех музыкантов (кроме Пиви Вагнера). Тот, однако, не стал сворачивать проект и продолжил его с новым составом, в который вошли известный белорусский гитарист-виртуоз Виктор Смольский и ударник Майк Террана. С их участием записан альбом Welcome To The Other Side (2001), который сделал группу одним из самых почитаемых коллективов Германии. Композиция Straight To Hell стала саундтреком к комедийному фильму. Следующий альбом — Unity был выпущен в 2002 году. Его звучание тяготело к музыке, исполняемой группой в начале 1990-х, с поправкой на виртуозные гитарные пассажи Виктора, усложненные аранжировки и прекрасные мелодические линии. Композиция Down с этого альбома стала визитной карточкой группы. Одним из самых успешных творений стал концептуальный альбом 2003 года Soundchaser, в котором рассказывается мистическая история в духе книг Говарда Лавкрафта.
Следующий альбом, выпущенный после трёхгодичного перерыва, получил название Speak Of The Dead и включал сюиту Lingua Mortis, которая снова была записана при поддержке симфонического оркестра. Группа часто выступала в России вместе с группой «Кипелов», в которой параллельно работал Смольский.
В 2007 Террану сменил Андре Хильгерс. Группа продолжила эксперименты, смешивая хеви-метал, пауэр-метал и иногда трэш-метал.
Альбом 2008 года Carved in Stone стал возвратом к музыке Rage досмольского периода — со значительными трешевыми вставками и остросоциальной тематикой.
Следующий альбом, Strings To A Web, выпущенный трио в 2009 году, снова включал в себя эксперименты с оркестром. В 2010 году группа приняла решение разделить оркестр Lingua Mortis и группу на два отдельных проекта. В 2012 году группа выпустила альбом 21.
4 февраля 2015 года на официальном сайте Rage было опубликовано обращение к поклонникам. В нём сообщалось, что текущая эра в истории группы подошла к концу, из-за творческих разногласий Пиви Вагнер и Виктор Смольский решили прекратить сотрудничество, и что, учитывая ситуацию, состав также покидает и барабанщик Андре Хильгерс. Несмотря на успех, которого группа добилась за последние 15 лет, участники посчитали дальнейшее сотрудничество невозможным.
6 февраля того же года Пиви Вагнер опубликовал заявление на своей странице в Facebook, в котором опровергнул слухи о распаде группы и заявил, что Rage продолжит своё существование в новом составе. Проекты Refuge и Lingua Mortis Orchestra (LMO) также будут активно развиваться: Refuge сосредоточится на исполнении классических хитов, а LMO продолжит эксперименты на стыке металла и классической музыки. Вагнер заверил, что качество будущего материала останется на высоте, и выразил благодарность поклонникам за поддержку.
Тем временем Пиви Вагнер возобновил контакт с бывшими участниками группы Манни Шмидтом и Кристосом Эфтимиадисом и отыграл секретный концерт в родном городе Херне под псевдонимом Tres Hombres. После этого они решили снова выступить вместе как Refuge и подтвердили несколько дат проведения фестивалей на 2015 год.
Новый состав был объявлен 18 июня 2015 года, в него вошли гитарист Маркос Родригес (из группы Soundchaser) и барабанщик Вассилиос «Лаки» Маниатопулос (вокалист и перкуссионист группы Tri State Corner, а также бывший техник по ударным и ученик Криса Эфтимиадиса). В январе 2016 года выходит EP My Way, следом за ним 10 июня 2016 года — альбом The Devil Strikes Again. На конец года было запланировано турне, за которым 28 июля 2017 года последовал ещё один альбом — Seasons of the Black. Следующий тур состоялся в январе 2018 года с Firewind в качестве специального гостя.
25-й студийный альбом Wings of Rage был анонсирован в апреле 2019 года и выпущен в январе 2020 года. 6 мая 2020 года Маркос Родригес покинул группу по личным причинам, его заменили Стефан Вебер (экс-Axxis) и Жан Борман (Angelinc).
26-й студийный альбом Rage, Resurrection Day, был выпущен 17 сентября 2021 года. 24 июля 2023 года было объявлено, что Вебер берёт перерыв на неопределённый срок из-за личных проблем, и с тех пор группа продолжает выступать в формате трио.
27-й студийный альбом Rage, Afterlifelines, вышел 29 марта 2024 года.

## Состав

### Нынешний
- Петер Вагнер — вокал, бас-гитара.
- Штефан Вебер — гитара.
- Жан Борман — гитара.
- Вассилиос Маниатопулос — ударные.

### Бывшие участники
Гитаристы:
- Альф Майерраткен (1984—1985)
- Йохан Шрёдер (1984—1987)
- Томас Грюнинг (1985—1986)
- Руди Граф (1987)
- Манфред Шмидт (1988—1994)
- Спирос Эфтимиадис (1994—1999)
- Свен Фишер (1994—1999)
- Виктор Смольский (1999—2015)
- Маркос Родригес (2015—2020)

Барабанщики:
- Йорг Михаэль (1984—1987)
- Крис Эфтимиадис (1988—1999)
- Майк Террана (1999—2007)
- Андре Хильгерс (2007—2015)

Клавишники:
- Улли Кохлер (1990)
- Кристиан Вольфф (1996—1999)

## Дискография

### Студийные альбомы
- Prayers of Steel (1985, как Avenger)
- Reign of Fear (1986)
- Execution Guaranteed (1987)
- Perfect Man (1988)
- Secrets in a Weird World (1989)
- Reflections of a Shadow (1990)
- Trapped! (1992)
- The Missing Link (1993)
- Ten Years in Rage (1994)
- Black in Mind (1995)
- Lingua Mortis (1996)
- End of All Days (1996)
- XIII (1998)
- Ghosts (1999)
- Welcome to the Other Side (2001)
- Unity (2002)
- Soundchaser (2003)
- Speak of the Dead (2006)
- Carved in Stone (2008)
- Strings to a Web (2010)
- 21 (2012)
- LMO (2013)
- The Devil Strikes Again (2016)
- Seasons of the Black (2017)
- Wings of Rage (2020)
- Resurrection Day (2021)
- Afterlifelines (2024)

### Сборники, мини-альбомы, концерты
- Extended Power (1991)
- Beyond the Wall (1992)
- Refuge (1993)
- Power of Metal — RAGE live (1994)
- Ten Years in Rage (1994)
- The Best from the Noise Years (1998)
- Higher Than the Sky (1996)
- Live from the Vault (1997)
- In Vain I—III (1998)
- In Vain — Rage in Acoustic (1998)
- Best of — All G.U.N. Years (2001)
- RAGE — Metal Meets Classic Live DVD (All G.U.N. Bonustracks, 2001)
- The Lingua Mortis — Trilogy (Classic Collection, 2002)
- The Dark Side (2002)
- From the Cradle to the Stage (2004)
- Full Moon in St. Petersburg (2007)
- RAGE & Lingua Mortis Orchestra — Live at Wacken (Bonus DVD к Carved in Stone) (2008)
- Live at Wacken (Bonus DVD к Strings To A Web) (2009; специальные гости: 1 — Hansi Kürsch из Blind Guardian, 2 — Jen Majura из Black Thunder Ladies, 3 — Schmier из Destruction)